# Harry Church Oberholser
Harry Church Oberholser (25 de junio de 1870 - 25 de diciembre de 1963) fue un ornitólogo estadounidense.

## Biografía
Sus padres fueron Jacob y Lavera S. Oberholser y nació el 25 de junio de 1870, en Brooklyn, Nueva York. Asistió a la Universidad de Columbia, pero no se graduó. Posteriormente, Oberholser recibió títulos de bellas artes, ciencias y filosofía de la Universidad George Washington. Se casó con Mary Forrest Smith el 30 de junio de 1914.
De 1895 a 1941, fue empleado de la Oficina de Estudios Biológicos de los Estados Unidos (más tarde el Servicio de Pesca y Vida Silvestre de los Estados Unidos) como ornitólogo, biólogo y editor. Durante su carrera, recolectó especímenes de aves mientras viajaba con Vernon Bailey y Louis Agassiz Fuertes. En 1928, Oberholser ayudó a organizar la encuesta de aves acuáticas de invierno , que continúa hasta el día de hoy. 
En 1941, a la edad de 70 años, se convirtió en conservador de ornitología en el Museo de Historia Natural de Cleveland. Oberholser fue autor de varios libros y artículos. Un manuscrito completo de su trabajo está disponible en el Centro Dolph Briscoe de Historia Estadounidense.
Murió el 25 de diciembre de 1963. 

## Legado
Empidonax oberholseri fue nombrado en su honor.

## Publicaciones
- The Bird Life of Texas (1974) ISBN 0-292-70711-8
- Birds of Mt. Kilimanjaro (1905)
- Birds of the Anamba Islands (1917)
- Birds of the Natuna Islands (1932)
- The Bird Life of Louisiana (1938)
- When Passenger Pigeons Flew in the Killbuck Valley (1999) ISBN 1-888683-96-1
- Critical notes on the subspecies of the spotted owl (1915) doi 10.5479/si.00963801.49-2106.251
- The birds of the Tambelan Islands, South China Sea (1919) doi 10.5479/si.00963801.55-2262.129
- The great plains waterfowl breeding grounds and their protection (1918)